# Christian Reich
Christian Reich (n. 23 septembrie 1967, Aarau, cantonul Aargau, Elveția) este un bober ce a reprezentat Elveția, medaliat olimpic. A participat la 4 ediții ale Jocurilor Olimpice (1992, 1994, 1998, 2002) în care a câștigat o medalie de argint.